# Liste der Lengfelder Bürgermeister
Die Liste der Lengfelder Bürgermeister lässt sich bis in das Jahr 1650 zurückverfolgen, als im südhessischen Ort Lengfeld Hans Jakob Werle starb. Der damalige Pfarrer schrieb zum Tod und der Beerdigung ins Kirchenbuch von St. Gallus, dass der Maurer Hans Jakob Werle Bürgermeister zu Lengfeld war. Demnach ist er der erste nachweisliche Bürgermeister in Lengfeld. Die Fortschreibung der Lengfelder Bürgermeister fing aber erst 1735 an. Die Liste endet 1971 mit dem Zusammenschluss Lengfelds mit anderen Städten zur Großgemeinde Otzberg.

## Die in der Gemeinderechnung von 1735 bis 1819 genannten bestellten Bürgermeister
- 1735 Johannes Urich
- 1736 Johann Jakob Saal
- 1737 Johann Heinrich Walter
- 1738–1740 Johann Wilhelm Walter
- 1741 Tobias Arnold
- 1742 Johann Wilhelm Walter
- 1745 Johann Georg Hook
- 1746 Johann Dietz
- 1747 Johannes Bundschuh
- 1748 Johannes Büchler
- 1749 Johann Wendel Lutz
- 1750 Sebastian Blitz
- 1751 Johann Peter Müller
- 1752 Johann Adam Müller
- 1753 Johann Peter Urich
- 1754 Johannes Grünewald
- 1755 Johann Valentin Storck
- 1757 Johann Wendel Grünewald
- 1758 Nikolaus Walter
- 1759 Johann Mechior Wagner
- 1760 Johann Wilhelm Grünewald
- 1761 Peter Moyerer
- 1762 Johann Sebastian Lutz
- 1763 Konrad Walter
- 1764 Jakob Walter der mittlere
- 1765 Johann Jakob Bauer
- 1766 Johann Jakob Maaser
- 1767 Sebastian Bundschuh
- 1768 Johann Valentin Storck
- 1769 Johann Wendel Heuß
- 1770–1801 Johann Jakob Walter
- 1802–1804 Johannes Büchler
- 1806–1815 Jakob Müller
- 1816–1819 Sebastian Walter

## Die Bürgermeister durch Inkrafttreten der Hessischen Landgemeinde-Ordnung
- 1822–1830 Johan Georg Wagner
- 1831–1836 Karl Nister
- 1837–1848 Johannes Wagner I.
- 1849–1858 Karl Nister
- 1859–1871 Jakob Lutz I.
- 1871–1874 Joh. Jakob Walter IX.
- 1874–1883 Johann Wagner III.
- 1883–1902 Georg Müller VI.
- 1903–1919 Gottfried Bundschuh I.
- 1919–1934 Georg Grünewald III.

Rücktritt aus persönlichen Gründen nach Verunglimpfung durch politisch anders Denkende.
- 1935–1942 Philipp Weber

Er wurde wegen Verstoßes gegen die Kriegswirtschaft beurlaubt
- 1942–1945 Georg Rauch

War amtierender Bürgermeister von Ober-Klingen und wurde damit beauftragt, kommissarisch für die Dauer des Krieges das Amt des Bürgermeisters in Lengfeld mitzuversehen.

## Bürgermeister nach dem Zweiten Weltkrieg
- 1945 Johannes Müller IX.

Wurde durch amerikanische Truppen kommissarisch zu Bürgermeister bestellt, durch mangelnde Verwaltungserfahrung endete seine Amtszeit schon nach anderthalb Monaten.
- 1945–1960 Josef Itzel
- 1960–1971 Johannes Saul

Am 31. Dezember 1971 endet diese Liste mit Johannes Saul. Am 1. Januar 1972 schloss sich die Gemeinde Lengfeld mit ihren Nachbarn zur Großgemeinde Otzberg zusammen.